# Vin liquoreux
 (décembre 2010).
Si vous disposez d'ouvrages ou d'articles de référence ou si vous connaissez des sites web de qualité traitant du thème abordé ici, merci de compléter l'article en donnant les références utiles à sa vérifiabilité et en les liant à la section « Notes et références ».

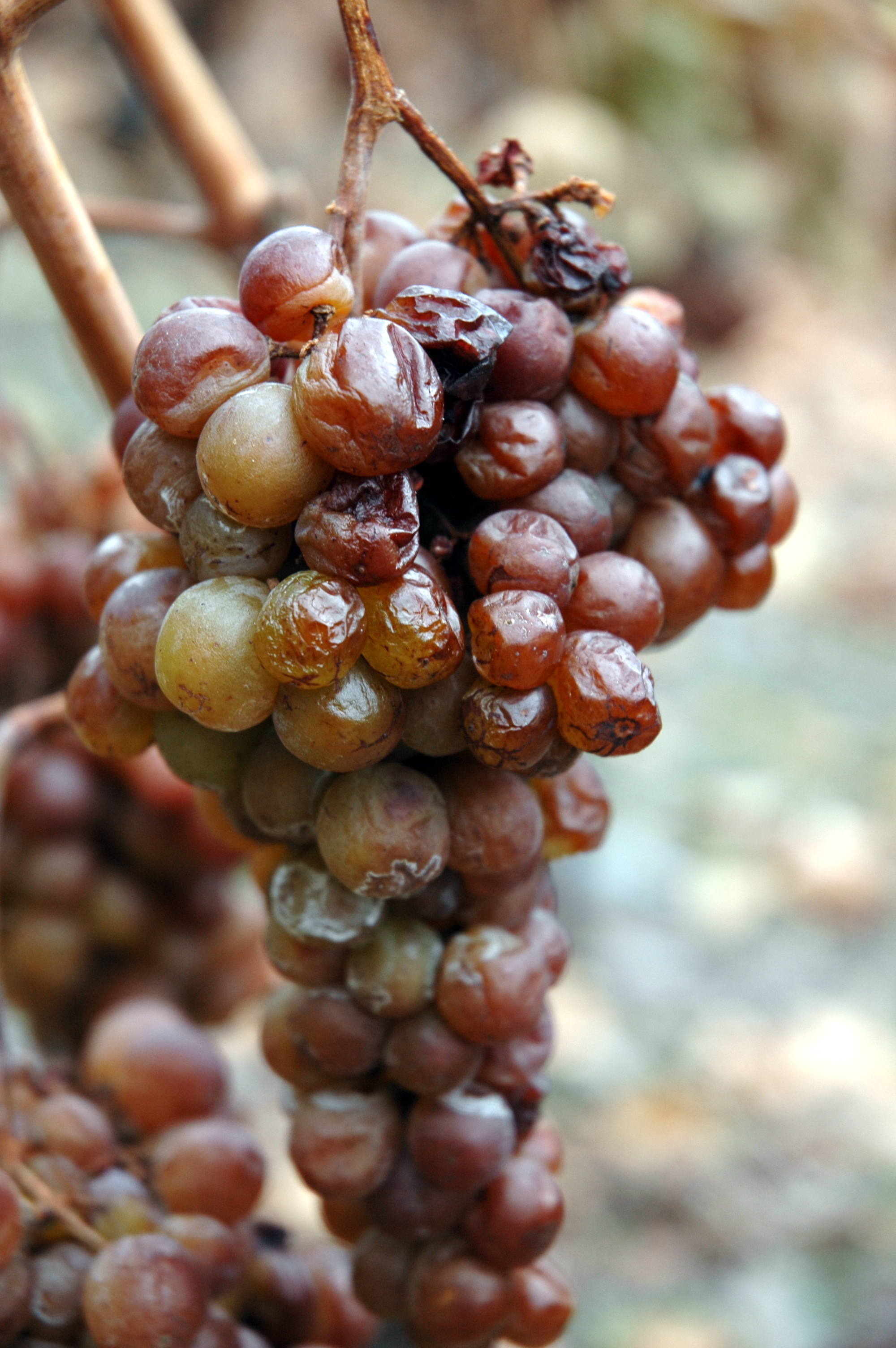
Passerillage sur souche de la marsanne blanche en Valais - Suisse.

Un vin est dit liquoreux dès lors que son taux de sucre résiduel est supérieur à 45 grammes par litre. Ce type de vin est obtenu à partir de raisins blancs et plus rarement de raisins noirs. Entre 12 et  45 grammes de sucre résiduel par litre, il s'agit d'un vin moelleux. 

## Historique
La production de vin liquoreux est très ancienne, dans la Grèce antique on en servait déjà dans les banquets des sophistes. Il s'agissait de vin « saprien » issu de raisins putrides produits dans l'île de Chio. Les Croisés découvrirent des vins « macérés » à Chypre et à Constantinople et les Templiers en rapportèrent la technique en France. En 1170, une carte topographique, dite de Belleyme, nous renseigne sur la configuration d’un vignoble essentiellement étiré le long de la Garonne et présentant peu de grands domaines bien organisés.
Des écrits attestent qu’en 1312 plus de 40 000 tonneaux de la prévôté de Barsac furent chargés à Langon, centre maritime important grâce à sa position sur la Garonne. Cette prévôté était alors fort importante mais son territoire fut considérablement réduit après la conquête française de 1453. Au XVIIe siècle, il recouvrait assez exactement l’aire des actuelles appellations sauternes et barsac.
Faute de documents, il semblerait que les vendanges tardives existaient déjà aux XVIe et XVIIe siècles. Mais pour l'essentiel, il s’agissait alors de vins semi-liquoreux, très recherchés par les négociants hollandais qui n’étaient cependant pas disposés à en payer un prix suffisant pour permettre des vendanges par tries successives — ces dernières entraînant une importante diminution de rendement. Après la révocation de l’Édit de Nantes, les Huguenots réfugiés en Hollande y importèrent le goût des vins liquoreux, mais dès le XVIIe siècle les Hollandais produisaient un vin blanc moelleux fabriqué à base d'un vin blanc aquitain auquel ils rajoutaient du sucre, de l'alcool, des sirops et des plantes macérées.
Il semble que la production de vin liquoreux et moelleux ne se soit généralisée à Sauternes qu'aux XVIIIe et XIXe siècles, en raison de l’intérêt manifesté par de grands amateurs comme Thomas Jefferson ou le grand-duc Constantin. En 1810, Sauternes a déjà sa figure moderne et les écrits d’Yquem précisent que 25 ans plus tôt le domaine d’Yquem avait été profondément modernisé.
À partir de ce dernier quart du XVIIIe siècle, les châteaux avaient entrepris un grand effort pour promouvoir la qualité et une grande translation s’était amorcée des bords de la Garonne vers l’intérieur et des petites exploitations aux grands domaines. Il est probable que dès lors la pratique des tries, sans doute connue depuis fort longtemps, commença à se généraliser. Les années difficiles de la Révolution, la stagnation et même la régression des cours freinèrent cette évolution. On dit qu’il fallut, pour que s’ouvre vraiment l’ère des grands vins liquoreux, qu’en 1836 un négociant de Bordeaux nommé Focke, propriétaire de deux châteaux à Bommes et Sauternes, tente contre l’avis unanime de laisser la pourriture noble se développer. L’expérience réussit et fut imitée.
Les archives du château et de la Gironde permettent d’établir que, déjà au XVIe siècle, les soins particuliers à la vigne et les vendanges tardives étaient déjà de coutume. Dès le début du XIXe siècle, les tries successives s’imposent logiquement à tout producteur de vins doux et, en 1855, le classement élaboré à l’occasion de l’exposition universelle consacrera 26 crus classés.
Pendant longtemps, seuls les grands châteaux avaient osé prendre le risque d’une vraie surmaturation. Mais lorsque les grands Sauternes se furent imposés, les séductions de la réussite incitèrent les petits propriétaires à l’imitation et ils tentèrent à leur tour de produire des vins liquoreux. Le problème qui s’ensuit est que, par l’apport de leurs productions, dès le début du XXe siècle, la surproduction les gagna, entraînant une chute des cours et des tentatives de fraude. Après plusieurs crises liées aux Première et Seconde Guerres mondiales et à la crise économique des années trente, les vins liquoreux se sont aujourd’hui stabilisés grâce à la production de vins de qualité dans les régions de prédilection.

## État de la vendange
Les raisins sont plus riches en sucre que d'habitude. On utilise pour cela différentes techniques :
- le passerillage sur souche = le raisin se dessèche sur pied
- le passerillage hors souche = les grappes sont coupées puis mises à sécher
- la technique du vin de glace = les grappes mûres sont récoltées lors des premières gelées
- la pourriture noble = action du Botrytis cinerea

## Vinification
Sachant qu'il faut environ 17 grammes de sucre pour obtenir 1° d'alcool, ces vins ont donc un plus fort taux d'alcool potentiel. Ils ont aussi un plus fort taux de sucres résiduels, à partir de 50 grammes par litre de vin. Soit la fermentation s'arrête par elle-même, soit on provoque cet arrêt de fermentation aussi appelé mutage. On déclenche cet arrêt pour laisser une quantité suffisante de sucres en équilibre avec le taux d'alcool acquis. Cet arrêt est provoqué par une filtration fine, grâce à un filtre tangentiel ou un filtre à kieselgur, par soutirage, par un ajout de SO2, par le froid, ou par une combinaison de ces différentes techniques. Après stabilisation, du sorbate de potassium (inhibiteur de la multiplication levurienne) peut être ajouté afin de s'assurer de la non reprise de la fermentation, néanmoins l'utilisation de cette substance reste interdite pour des vins devant être commercialisés dans certains pays comme le Japon. 

## Régions de productions
La France, avec près de 8 000 hectares, est le plus important producteur de vins liquoreux, mais on trouve des vins liquoreux, des vins moelleux et même des vins de glace, dans plusieurs autres pays du monde. Cependant en 2011, la France était le dernier pays à élaborer à grande échelle des vins liquoreux en employant la recette ancestrale consistant à utiliser des raisins entièrement botrytisés.

### France
Les vins liquoreux s'entendent en France avec 25 appellations présentes dans le Bordelais, le Sud-Ouest, le Jura, l'Alsace, l'Anjou et la Touraine.

#### Les Sauternes

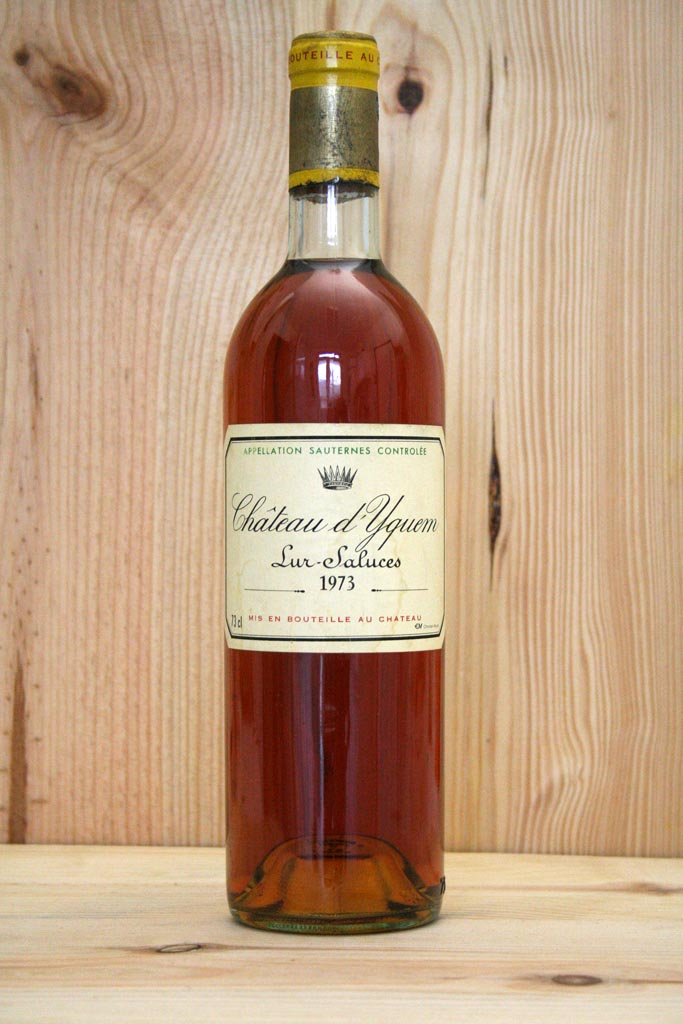
Château d'Yquem, millésime 1973

Le vignoble le plus connu se trouve sur la rive gauche de la Garonne, à une quarantaine de kilomètres en amont de Bordeaux, à Sauternes (1 600 hectares), Barsac (600 hectares), Bommes, Fargues et Preignac.
On y trouve les viticulteurs parmi les plus respectueux des traditions et proposant les meilleurs crus, vendangeant manuellement en plusieurs passages — grappe par grappe ou même grain par grain — pour ne ramasser que les baies les plus botrytisées. Il peut y avoir jusqu'à 6 ou 7 tries successives comme au Château d'Yquem, impliquant un travail très important, donc une main d'œuvre importante et donc des prix en conséquence.
L'alchimie des sauternes est due à cinq facteurs :
- le sol de graves sur un sous-sol argilo-calcaire.
- le climat océanique.
- les quatre cépages sensibles au Botrytis cinerea : muscadelle, sauvignon blanc et gris, et surtout le cépage local, le sémillon naturellement onctueux et suave.
- la rivière Ciron qui sous un couvert végétal apporte l'humidité nécessaire et les brumes qui favorisent le développement du Botrytis cinerea en pourriture noble.
- la pourriture noble due à l'action du Botrytis cinerea. Le grain se confit, sa pulpe se concentre en sucres et donne des arômes de fruits confits caractéristiques.

Autour des sauternes, quelques communes profitent de conditions similaires pour élaborer des vins liquoreux ou des vins moelleux de bonne qualité mais à des prix plus abordables, telles que les AOC de cérons, sainte-croix-du-mont, loupiac, cadillac et saint-macaire.

#### Le Sud-Ouest
Le Sud-Ouest français, hors le Bordelais, possède de nombreuses appellations de liquoreux :
- En Dordogne, on trouve plusieurs productions de vins liquoreux. Toutes ces AOC bénéficient des mêmes cépages que les sauternes et des brumes bienfaitrices du fleuve Dordogne au même titre que la rivière Ciron des sauternes. Ils se distinguent des sauternes par un goût de miel plus prononcé. Dès le XVIe siècle, les vins de cette région s'exportaient par les Hollandais qui avait été initiés à ce vin grâce aux Huguenots qui avaient trouvé refuge chez eux après la révocation de l'édit de Nantes.
  - Les AOC côtes de montravel et haut-montravel, produisent des vins liquoreux déjà appréciés par Montaigne, né dans la région.
  - Près de Bergerac, les vins de monbazillac s'étendent sur près de 2 000 hectares et sont réputés.
  - au nord de Bergerac, la petite et confidentielle AOC rosette bénéficie d'un micro-terroir et d'un micro-climat exceptionnel et produit des vins plutôt moelleux.
  - Au sud du fleuve Dordogne, sur les coteaux des quatre communes autour de Saussignac, l'AOC saussignac propose des liquoreux récoltés sur plus de 50 hectares où 31 producteurs perpétuent leurs savoir-faire. Ce vin était déjà apprécié par le géant Pantagruel.
- En Lot-et-Garonne, le vignoble des côtes-de-duras, situé à la limite du Bordelais, produit aussi des vins liquoreux.
- Dans le Gers, le pacherenc du Vic-Bilh est élaboré sur le même terroir que le madiran rouge et produit un vin moelleux plus confidentiel. Il est planté avec des cépages locaux différents : petit courbu, gros manseng, petit manseng et arrufiac sur des vignes taillées en hautain dépassant deux mètres. Une parcelle de Saint-Mont est connue pour être vendangée dans la nuit de la Saint-Sylvestre (31 décembre).

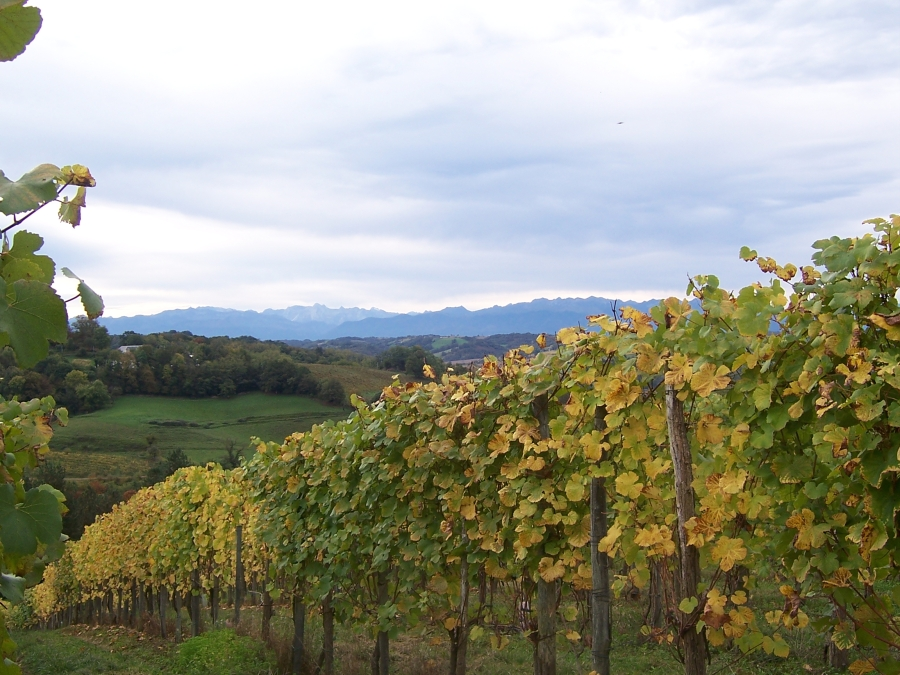
Vignoble du jurançon (ici à Monein).

- Dans les Pyrénées-Atlantiques, aux portes de Pau, le jurançon est connu depuis le règne du roi Henri IV dont la légende dit qu'à son baptême, une goutte du nectar fut déposée sur ses lèvres. Les vignes sont aussi cultivées en hautain sur des tuteurs de châtaignier. Dans ce terroir de piémont, la vigne est ainsi mieux protégée du gel et les vendanges peuvent attendre les premières neiges. C'est un vin liquoreux doré, au goût épicé de cannelle et de girofle qui peut se conserver très longtemps. Le jurançon est la deuxième AOC à bénéficier de l'appellation vendanges tardives.
- Dans le Tarn, à mi-chemin entre Atlantique et Méditerranée, le Gaillacois produit une grande diversité de vins (appréciés d'Henri IV de France et d'Henri VIII d'Angleterre) dont une appellation gaillac doux est produite à partir du cépage mauzac planté sur les premières côtes. Ce vin est le reflet des progrès de cette appellation comprenant notamment de plus en plus de liquoreux remarquables issus de passerillage hors souche pour certains, de sélection de grains nobles pour d'autres. En novembre 2011, l'appellation gaillac accède à la mention vendanges tardives et devient ainsi la troisième appellation française à bénéficier de cette autorisation.

#### L'Anjou
L'Anjou présente plusieurs appellations de vins moelleux ou liquoreux qui ont en commun d'être issues du cépage chenin qui donne aussi des demi-secs. On trouve ces vins sous les appellations AOC anjou, coteaux-du-layon (Maine-et-Loire) et coteaux-de-l'aubance (Maine-et-Loire). Ils se distinguent par un arôme de miel d’acacias plus ou moins prononcé.
Depuis 2002, ils ont droit à l'appellation Sélection de grains nobles sous condition. Il existe aussi trois appellations confidentielles quarts-de-chaume (sur 30 hectares à Rochefort-sur-Loire), chaume (à Beaulieu-sur-Layon) et bonnezeaux (à Thouarcé).

#### La Touraine
La Touraine présente plusieurs appellations de vins moelleux ou liquoreux qui ont en commun d'être issues du cépage chenin mais avec des arômes plus diversifiés qu'en Anjou :
- Dans le secteur d'Amboise et d'Azay-le-Rideau
- Dans le secteur de Vouvray, les liquoreux ont des arômes de fruits blancs et de brioche et peuvent vieillir longtemps dans les caves en tuffeau.
- Dans le secteur de Montlouis-sur-Loire, on trouve aussi des vins vieillis dans des caves en tuffeau, mais aux arômes de coings.

#### Le Jura
Le vin de paille produit à partir de la sélection des grappes de la meilleure qualité de la vendange, qui subissent le passerillage pendant 3 à 5 mois pour se concentrer en sucre et en goût sur des claies en paille, en bois ou suspendues à des fils de fer. Les raisins sont issus de trois cépages : savagnin, chardonnay ou poulsard. Les moûts de raisin pressés sont naturellement très riches en sucre, souvent plus de 300 grammes par litre. Le vin est vieilli en petits fûts de chêne pendant trois années où il développe ses arômes de fruits confits, pruneau, miel, caramel ou orange confite… Une quinzaine de producteurs continuent à en produire en petite quantité.

#### L'Alsace
Depuis 1984, les vignerons différencient deux types de vins dénommés « sélections de grains nobles » et « vendanges tardives » selon le taux de sucre des moûts. La première présente un taux de sucre entre 256 et 279 grammes par litre et implique obligatoirement l'utilisation de grappes atteintes par la « pourriture noble ».
Les vins peuvent être élaborés en AOC Alsace et « Grand cru » mais doivent provenir des quatre cépages suivants : gewurztraminer, riesling, pinot gris et muscat, qui donnent des vins très aromatiques.
On trouve aussi en Alsace une petite production de vin de glace.

### Hongrie

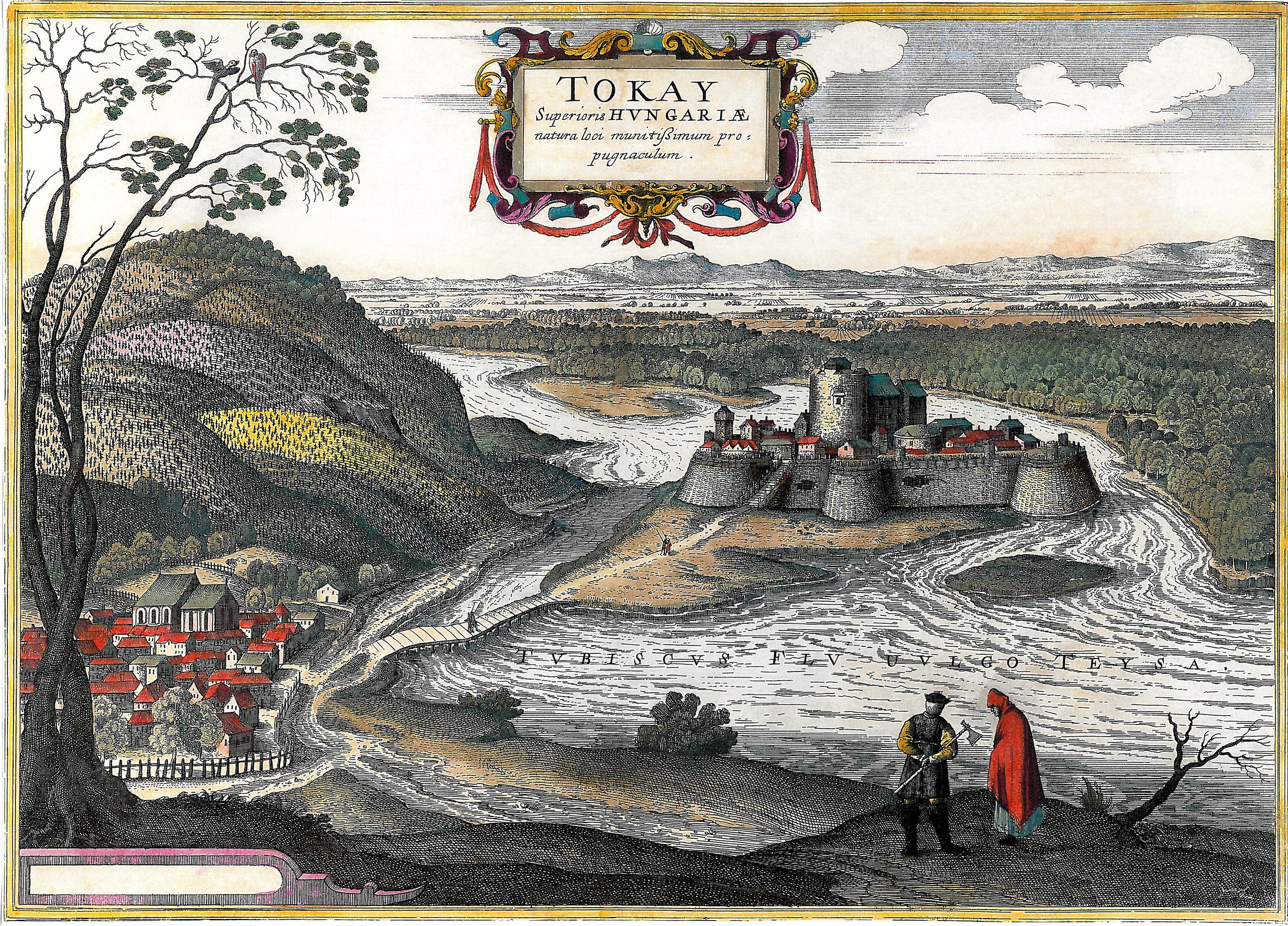
Vignoble de Tokaj au XVI.

En Hongrie, le Tokaji Aszu est très réputé depuis de nombreux siècles (« Vin des rois, roi des vins », aurait déclaré Louis XV). Il y est produit au moins depuis le XVIe siècle.
La technique est différente en Hongrie. Les baies botrytisés sont cueillies pour obtenir par pétrissage une sorte de pâte épaisse qui est ajoutée au moût du raisin normal. L'intensité du vin moelleux peut être variable selon le nombre de hottes utilisées (puttonyos).

### Suisse
La Suisse produit plusieurs vins liquoreux (surmaturés, flétris), notamment dans le vignoble du Valais, qui jouit de conditions favorables pour le Botrytis cinerea et permet la pratique des vendanges tardives. Dans les régions plus humides comme le bassin lémanique, on utilise plus souvent la technique du passerillage.
Une grande partie des domaines viticoles suisses ont à leur catalogue un vin liquoreux ; les quantités produites restent toutefois confidentielles. On note qu'en Suisse romande le terme vin doux est fréquemment utilisé pour désigner les vins liquoreux, quand bien même les vins doux suisses sont la plupart du temps obtenus par surmaturation du raisin et non par mutation.
Les cépages utilisés les plus connus sont:
- La petite arvine (cépage indigène)
- L'amigne (cépage indigène, répandu dans la région de Vétroz)
- Le rèze (cépage indigène rare)
- L'humagne blanche
- L'ermitage (marsanne blanche)
- Le johannisberg (sylvaner)
- La malvoisie (pinot gris)

### Allemagne

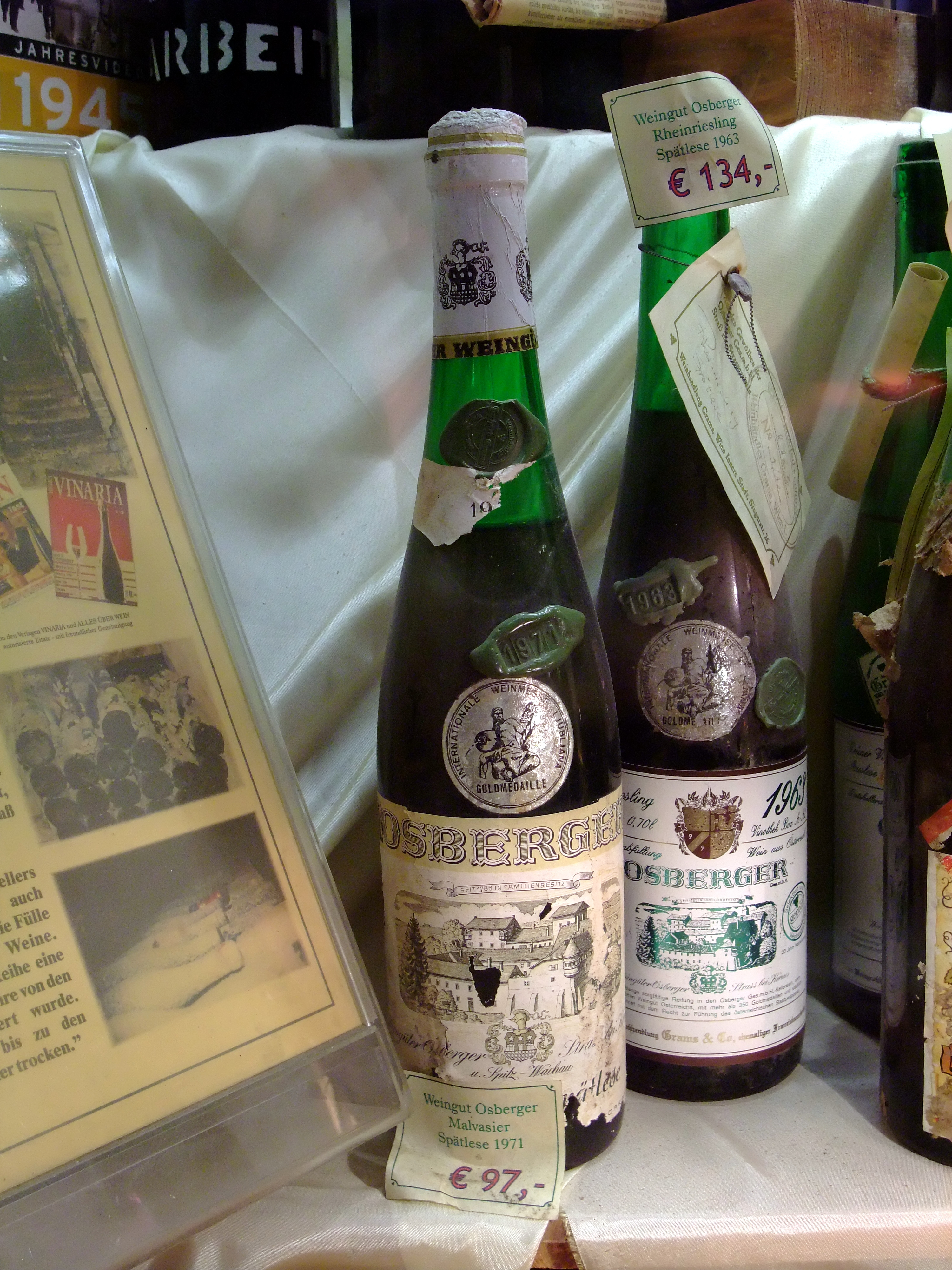
Bouteilles d’Osberger (Basse-Autriche) Spätlese (Malvasier 1963 et 1971).

L'Allemagne est également très réputée pour ses vins blancs liquoreux, appelés Auslese, Beerenauslese, Trockenbeerenauslese (Sélection de grains nobles), Spätlese (vendanges tardives). On trouve du vin de glace (Eiswein) en Franconie où aurait été découvert le procédé en 1794, mais aussi tout au long de la Moselle, de la Sarre, de la Ruwer et du Rheingau.

### Autriche
L'Autriche est également très réputée pour ses vins blancs liquoreux, appelés Auslese, Beerenauslese, Trockenbeerenauslese (Sélection de grains nobles), Spätlese (vendanges tardives).
On trouve aussi une production de vin de glace en Autriche sur le pourtour du lac de Neusiedlersee.

### Luxembourg
Au Luxembourg, la mention « vendanges tardives » est aussi réglementée pour les vins de la Moselle luxembourgeoise depuis 2001.

### Canada

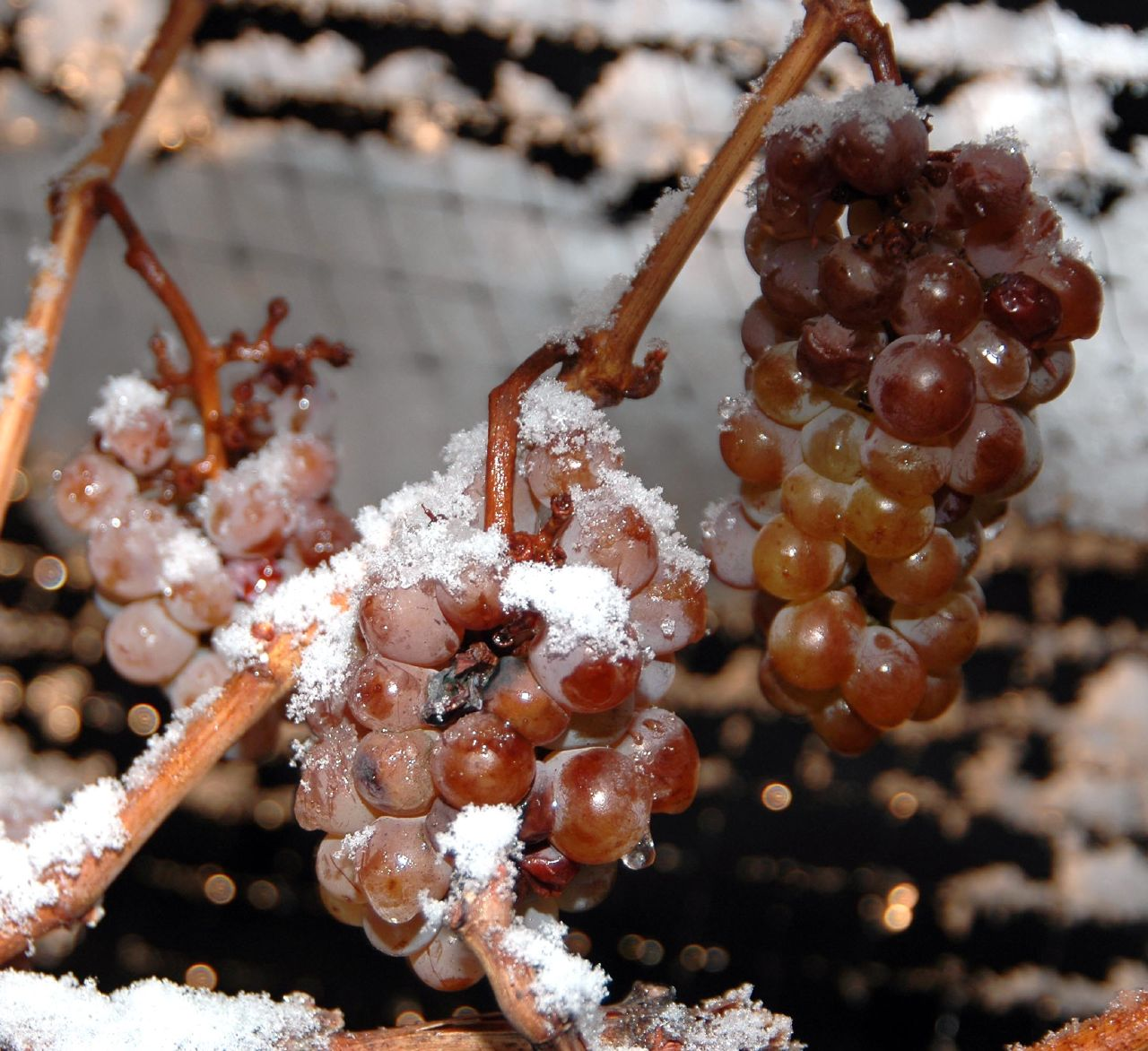
Du raisin gelé qui sera utilisé pour faire du vin de glace.

On trouve des vins de glace (vendanges tardives) au Québec, en Ontario (Icewine) et en Colombie-Britannique.
Depuis 2001, l'Europe a reconnu l'équivalence des conditions de production de vin de glace du Canada dont il est le premier producteur mondial. En 2004, un accord a été signé entre l'Union européenne et le Canada afin de normaliser les techniques de production et de fixer ces appellations